# Napa Valley AVA
Napa Valley AVA (oder Napa Valley American Viticultural Area, anerkannt seit dem 28. Januar 1981) ist ein Weinbaugebiet in Napa County im US-Bundesstaat Kalifornien und ist Teil der überregionalen North Coast AVA. Aufgrund des mediterranen Klimas gedeihen im Napa-Valley Weine, die seit den 1960er-Jahren zu den Weltbesten zählen und vor allem aus Cabernet-Sauvignon-, Zinfandel- und Chardonnay-Trauben erzeugt werden. Viele bekannte Winzer haben ihren Sitz im Napa-Valley. 1861 errichtete der aus Preußen stammende Charles Krug den ersten gewerblichen Weinbaubetrieb in St. Helena. Nach diversen Rückschlägen wie der Reblauskatastrophe und der Alkoholprohibition konnte insbesondere das überragende Abschneiden einiger Weine bei der Weinjury von Paris im Jahr 1976 dem Gebiet neue Impulse verleihen.

## Geografie
Das Tal wird westlich und nördlich von den Mayacamas Mountains und östlich von den Vaca Mountains flankiert. Das Tal steigt von der Bucht von San Pablo im Süden auf Seehöhe langsam auf eine Höhe von 110 Meter über NN bei Calistoga am Fuß des Mount Saint Helena in den Mayacamas Mountains an. Oakville und Rutherford liegen praktisch mittig innerhalb des dem Napa River folgenden Tals.
Im Süden des Tals herrschen Sedimentböden vor, die während einiger Überschwemmungsperioden der Bucht von San Pablo abgesetzt wurden. Im Norden hingegen findet man Böden vulkanischen Ursprungs.

## Klima
Das Klima von Napa Valley wird durch mehrere Faktoren beeinflusst:
- Je näher eine Lage am Pazifik liegt, umso kühler wird es. Die Tagestemperatur kann landeinwärts um nahezu 0,5 °C höher liegen als an der Küste.
- Durch Einschnitte in den parallel zur Küste verlaufenden Gebirgsketten der California Coast Ranges können kühler Morgennebel und kühlende Meeresbrisen lokal ins Landesinnere dringen. Dieser Effekt erklärt, warum die südlich liegende Los Carneros AVA kühler als die weiter nördlich gelegenen Gebiete ist.
- Die Ostseite des Tals ist deutlich trockener als die westliche, da die winterlichen Stürme aus dem Landesinnern eher an den westlichen Hängen abregnen.

## Weintourismus

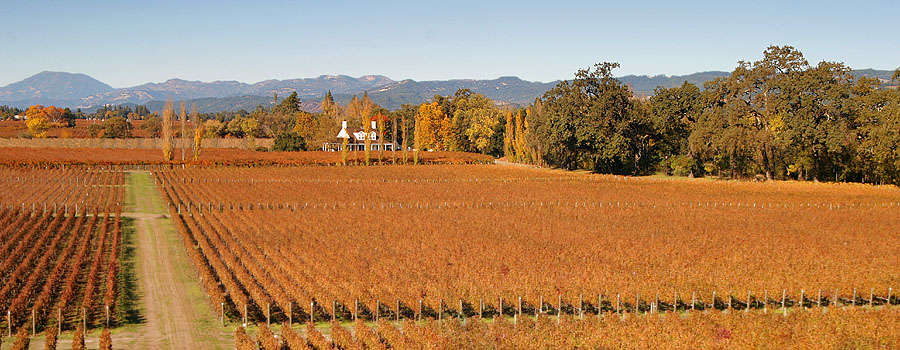
Das Napa Valley verfügt über mehr als 300 Weingüter, die jährlich mehr als vier Millionen Touristen anziehen.

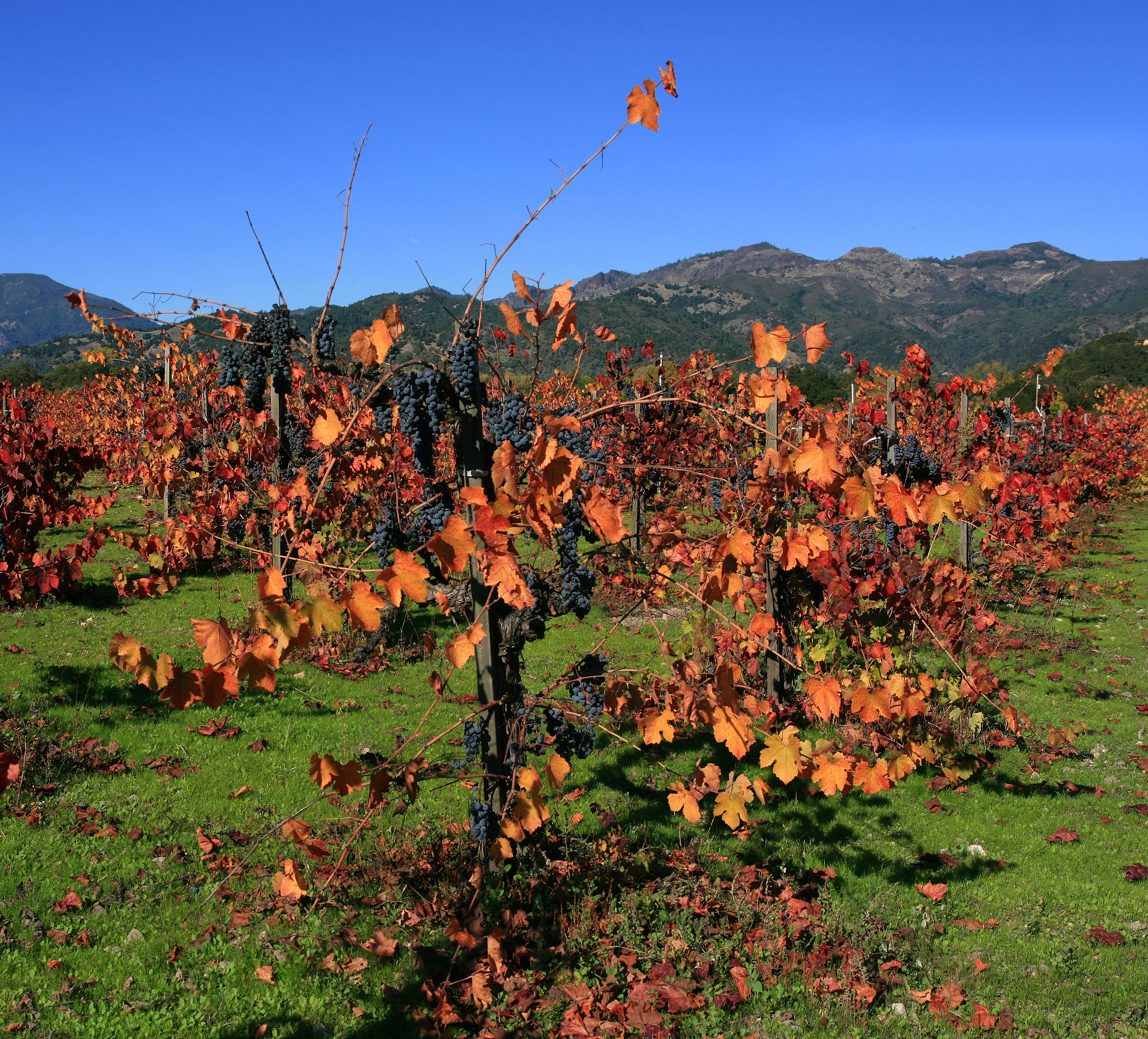
Weinrebe im Napa Valley im Herbst

Napa Valley zählt insgesamt 4,7 Millionen Übernachtungsgäste, die wegen des Weintourismus kommen. Damit gehört das Weinbaugebiet hinter Disneyland zur beliebtesten Touristenattraktion Kaliforniens. Der Highway 29 der weiter östlich verlaufende Silverado Trail sind beliebte Zubringer zu einer Vielzahl der berühmten Weingüter.

## Die Subzonen des Napa Valley
- Atlas Peak AVA
- Chiles Valley AVA
- Diamond Mountain District AVA
- Howell Mountain AVA
- Los Carneros AVA
- Mt. Veeder AVA
- Oak Knoll District of Napa Valley AVA
- Oakville AVA
- Rutherford AVA
- Spring Mountain District AVA
- St. Helena AVA
- Stags Leap District AVA
- Wild Horse Valley AVA
- Yountville AVA